# Campionati europei di ciclismo su strada 2008 - Cronometro maschile Under-23
La cronometro maschile Under-23 dei Campionati europei di ciclismo su strada 2008 si è svolta il 3 luglio 2008 in Italia, con partenza da Pettenasco ed arrivo a Stresa, su un percorso di 25,3 km. La medaglia d'oro è stata vinta dall'italiano Adriano Malori con il tempo di 27'56" alla media di 54,344 km/h, l'argento al russo Timofej Krickij e a completare il podio l'altro russo Artëm Ovečkin.

## Classifica (Top 10)
| Pos. | Corridore       | Squadra  | Tempo   |
| ---- | --------------- | -------- | ------- |
| 1    | Adriano Malori  | Italia   | 31'08"  |
| 2    | Timofej Krickij | Russia   | a 7"    |
| 3    | Artëm Ovečkin   | Russia   | a 21"   |
| 4    | Dmitrij Sokolov | Russia   | a 39"   |
| 5    | Rafael Serrano  | Spagna   | a 50"   |
| 6    | Andreas Henig   | Germania | a 57"   |
| 7    | Tony Gallopin   | Francia  | s.t.    |
| 8    | Gert Jõeäär     | Estonia  | s.t.    |
| 9    | Gatis Smukulis  | Lettonia | a 1'01" |
| 10   | Kristjan Koren  | Slovenia | a 1'02" |